# ماریو اوچلا
ماریو اوچلا (انگلیسی: Mario Uccella؛ زادهٔ ۱۸ فوریهٔ ۱۹۶۶) بازیکن فوتبال است.
از باشگاه‌هایی که در آن بازی کرده‌است می‌توان به باشگاه فوتبال بازل و باشگاه فوتبال زوریخ اشاره کرد.